# Hydrocera triflora
Hydrocera triflora (Linnaeus) Wight & Arnott – gatunek z monotypowego rodzaju Hydrocera Blume ex Wight & Arnott, Prodr. Fl. Ind. Orient. 1: 140. 1834. Występuje na brzegach jezior, bagnach, na polach ryżowych w tropikalnej Azji – od Indii i Sri Lanki po południowe Chiny i Indonezję.
Roślina bywa uprawiana jako ozdobna. W Indiach kwiaty wykorzystuje się do barwienia paznokci.

## Morfologia
PokrójPęd nagi, wzniesiony osiąga do 1 m wysokości lub pływający i wówczas osiągać może wiele metrów długości. Łodyga jest w części zanurzonej biała, w części wynurzonej zielona, zwykle czerwono nabiegła. Łodyga mięsista, o średnicy ok. 4 mm, silnie rozgałęziona, 5-kanciasta. Z węzłów łodygi zwykle wyrastają korzenie przybyszowe.
LiścieSkrętoległe, siedzące lub krótkoogonkowe. Równowąskie do równowąsko-lancetowatych, o długości 10–20 cm i szerokości do 1,5 cm. Od spodu jasno-, od góry ciemnozielone. Brzeg blaszki piłkowany, a szczyt zaostrzony.
KwiatyZebrane w kilkukwiatowe grona, o krótkich szypułkach (do 3 cm). Kwiaty różowe do żółtawych. Działki kielicha i płatki korony są wolne i w liczbie po 5. Dwie zewnętrzne działki są węższe, wewnętrzne szersze. Dolna działka łódeczkowata, z ostrogą długości 6–8 mm. Górny płatek korony kapturkowaty, o długości ok. 2 cm i szerokości 1,5 cm. Cztery płaty boczne są wolne. Para wyższych płatków jest eliptyczno-jajowata i osiąga 1,5 cm długości, a dolna para jest węższa i osiąga do 2,5 cm. Pręcików jest 5. Zalążnia naga, 5-komorowa, w każdej komorze z 2 lub 3 anatropowymi zalążkami, słupek zwieńczony pięcioma znamionami.
OwoceMięsista, kulista nibyjagoda z pięcioma żebrami. W pięciu komorach rozwijają się pojedyncze, wygięte i pomarszczone nasiona.

## Biologia
Bylina, hydrofit. Kwitnie i owocuje od września do listopada. Nasiona rozprzestrzeniane są zwykle przez wodę.